# Moacyr José Vitti
Moacyr José Vitti CSS (ur. 30 listopada 1940 w Piracicaba, zm. 26 czerwca 2014 w Kurytybie) – brazylijski duchowny katolicki, arcybiskup Kurytyby w latach 2004-2014.

## Życiorys
16 grudnia 1967 otrzymał święcenia kapłańskie w zakonie stygmatynów. Był m.in. radnym prowincjalnym zakonu (1973-1976), a następnie radnym generalnym (1976-1981) i przełożonym prowincji brazylijskiej (1982-1987).
12 listopada 1987 został mianowany biskupem pomocniczym archidiecezji Kurytyba, ze stolicą tytularną Sita. Sakry biskupiej udzielił mu ówczesny metropolita Kurytyby - arcybiskup Pedro Antônio Marchetti Fedalto.
15 maja 2002 został mianowany ordynariuszem diecezji Piracicaba.
19 maja 2004 papież Jan Paweł II mianował go ordynariuszem archidiecezji Kurytyby. Ingres odbył się 18 czerwca 2004.
Zmarł 26 czerwca 2014 w domu arcybiskupim w Kurytybie.